# Xã Palermo, Quận Grundy, Iowa
Xã Palermo (tiếng Anh: Palermo Township) là một xã thuộc quận Grundy, tiểu bang Iowa, Hoa Kỳ. Năm 2010, dân số của xã này là 2.955 người.